# Bryocryptella koehleri
Bryocryptella koehleri is een mosdiertjessoort uit de familie van de Bryocryptellidae. De wetenschappelijke naam van de soort is voor het eerst geldig gepubliceerd in 1896 door Calvet.